# Елісон Стедман
Елісон Стедман (*26 серпня 1946, Ліверпуль) — британська акторка театру і кіно.

## Вибіркова фільмографія
- Чемпіони (1983)
- Помста Снігової королеви (1996)
- Життя та смерть Пітера Селлерса (2004)
- Kingsman: Велика гра
- Гордість та упередження (серіал, 1995) — місіс Беннет